# Weisz Bernát Ferenc
Weisz Bernát Ferenc (Lugos, 1800. augusztus 1. – Budapest, 1888. március 31.) nagykereskedő, bankár, a magyar biztosításügy úttörője.

## Életpályája
1816-ban kereskedő lett. 1826-ban Szegeden a Trieszti Biztosító képviselője volt. 1838-ban Pesten üzletet nyitott. 1841-ben bankházat alapított. Széchenyi Istvánnal, Kossuth Lajossal és Deák Ferenccel kötött ismeretséget. 1848-ban pénzügyminiszteri osztályfőnökké nevezte ki Kossuth Lajos. A szabadságharc leverése után szabadságvesztésre ítélték. Az abszolutizmus alatt Apponyi György kancellár felszólítására kidolgozta az állami tűzkárbiztosítás tervezetét. 1861-ben beválasztották a fővárosi bizottmányba, ahol számos közintézmény létesítését kezdeményezte.
Kezdeményezte a leányárvaház, a szeretetház felépítését. Ingyen Duna-fürdők, közraktárak és víz- és gázvezeték létrehozását támogatta. Alapító- elnöke volt a Kereskedelmi Akadémiának; az iskolai takarékpénztárak gondolatának népszerűsítője.
A Fiumei úti sírkertben lett eltemeteve.

## Művei
- Az ingatlanok tűzkártérítésének állami szervezetéről (Pest, 1869)
- Az iskolai takarékpénztárak Magyarországon (Budapest, 1878–1879)
- Az ingatlan állami tűzkártérítés keletkezése és fejlődése Magyarországon (Budapest, 1888)